# Gueonim
Gaom em hebraico:  גאון; plural Gueonim ou gaomim (em hebraico:  גאונים), brilho, esplendor, excelência é o nome dado aos presidentes das duas grandes escolas rabínicas: de Sura e de Pumbedita, na Babilônia, do início da Idade Média, nos séculos VII-X d.C., sendo aceitos como autoridades por toda as comunidades da Diáspora. Esse título 'gaom' é provavelmente uma abreviação de יעקב גאון (Salmos 52) dado aos rosh yexivá (em Aramaico: resh metibta), essa última a designação oficial aos chefes da Academia.
Xerira, que é a fonte para a sequência exata dos gaons, aparentemente considera gaom um título antigo do cabeça da academia, pois ele diz que a amora Axi era gaom na Mata MeHasya (Sura). Mas o próprio Xerira começa a usar o título de forma consistente apenas no final do século VI, no final do governo persa, quando as escolas de Sura e Pumbedita retomaram sua atividade paralela após um período de interrupção. Justifica-se, portanto, atribuir a essa data o início do período dos gaons—tanto mais que o período dos Saboraim não pode ser estendido até o ano de 689, como Abraão ibne Daúde assume em sua obra histórica, Sefer ha-Ḳabbalah.
De acordo com uma declaração antiga e bem autenticada, Ena e Simuna, que floresceram no primeiro terço do século VI, foram os últimos saboraítas. O intervalo entre esta data e o da reabertura das escolas acima mencionadas pode ser incluído no período dos Saboraim, e pode-se dizer que o período dos gaons começa com o ano 589, quando Mar Rabe Hanã de Isquia se tornou gaom de Pumbedita. O primeiro gaom de Sura, de acordo com Xerira, foi Mar Rabe Mar, que assumiu o cargo em 609. O último gaom de Sura foi Samuel ben Hofni, que morreu em 1034; o último gaom de Pumbedita foi Ai, que morreu em 1038; daí a atividade dos gaons cobre um período de quase 450 anos.

## Suas funções
os gaons oficiaram, em primeiro lugar, como os diretores das academias, dando continuidade à atividade educativa dos Amoraim e Saboraim. Pois enquanto os Amoraim, através de sua interpretação da Mixná, deram origem ao Talmude, e enquanto os Saboraim definitivamente o editaram, a tarefa dos gaons era interpretá-lo; para eles, tornou-se objeto de estudo e instrução, e eles deram decisões religiosas-legais de acordo com seus ensinamentos.

## O Kallá
Como as academias de Sura e Pumbedita também foram investidas de autoridade judicial, o gaom oficiou ao mesmo tempo como juiz supremo. A organização das academias babilônicas lembrou o antigo Sanhedrin. Em muitas responsas dos gaons, mencionam-se membros das escolas que pertenciam ao grande sinédrio e outros que pertenciam ao pequeno sinédrio. Como pode ser reunido a partir das declarações de Nathan ha-Babli (décimo século), e de várias referências na gueonica responsa, os seguintes costumes relacionados com a organização das academias foram observados nos dois meses kallah, Adar e Elul, durante o qual (como no tempo dos Amoraim) os estudantes estrangeiros se reuniram na academia para estudo comum. Na frente do gaom presidente e de frente para ele estavam sentados setenta membros da academia em sete filas de dez pessoas cada, cada pessoa no assento designado a ele, e o todo formando, com o gaom, o chamado grande sinédrio. gaom Anrã os chama em um responsum os eruditos ordenados que tomam o lugar do grande sinédrio. Uma ordenação regular (semiká) obviamente não está implícita aqui; que não existia na Babilônia, apenas uma indicação solene ocorrendo. gaom Zema refere-se a um responsum para os antigos estudiosos da primeira linha, que tomam o lugar do grande sinédrio. Os mestres, ou allufim (ou seja, os sete chefes do colégio de professores [rex kallá]), e os Haberim, os três mais proeminentes entre os outros membros do colégio, sentavam-se na primeira das sete linhas. Nove sanhedristas estavam subordinados a cada um dos sete allufim, que provavelmente supervisionavam as instruções dadas durante todo o ano por seus subordinados. Não obstante a suposição de Grätz e, Halevy, aparece no texto de Nathan ha-Babli, se lidas corretamente, e de outras fontes, que somente as sete cabeças de kallá eram chamadas de allufim e nem todos os 70 membros da academia. Os dois gaons Anrã e Zema designam em sua responsa, mencionada acima, a resh kallah e a allufim como chefes do colégio. Um estudioso com o nome de Eleazar, que foi de Lucena na Espanha para a Babilônia no século IX, é designado como alluf e como resh kallah. Um correspondente de Ai gaom, Judá ben Josée de Kairwan, é chamado em uma ocasião alluf, em outro resh kallah, e em uma terceira resh sidra.
Os membros da academia que não foram ordenados sentavam-se atrás das sete fileiras de sanhedristas. Durante as primeiras três semanas do mês de kallá, os eruditos sentaram-se na primeira fileira relatada no tratado do Talmude designado para estudo durante os meses anteriores; na quarta semana, os outros estudiosos e também alguns dos alunos eram chamados. Seguiram-se discussões, e passagens difíceis foram postas diante do gaom, que também teve um papel proeminente nos debates, e reprovou livremente qualquer membro do colégio que não estivesse à altura do padrão de bolsa de estudos. No final do mês de kallá, o gaom designou o tratado talmúdico que os membros da assembleia fossem obrigados a estudar nos meses que se estendiam até a próxima kallá começar. Os alunos que não receberam assentos estavam isentos dessa tarefa, sendo livres para escolher um assunto para estudo de acordo com suas necessidades.
Durante a kallá que ocorreu no mês de Adar, o gaom apresentou à assembleia todos os dias um certo número de perguntas que haviam sido enviadas durante o ano de todas as partes da diáspora. As respostas necessárias foram discutidas e finalmente foram registradas pelo secretário da academia de acordo com as instruções do gaom. No final do mês de kallá as perguntas, juntamente com as respostas, foram lidas para a assembleia, e as respostas foram assinadas pelo gaom. Um grande número de responsa gueônicas se originou dessa maneira; mas muitas delas foram escritas pelos respectivos gaons sem consultar as assembleias de kallá convocadas na primavera.

## Seus membros
O relato de Nathan ha-Babli, do qual as declarações anteriores foram feitas, refere-se apenas aos meses de kallá. Os meses restantes do ano foram mais discretos nas academias. Muitos dos membros, incluindo os do colégio designado como sanhedrin, viviam dispersos nas diferentes províncias e apareciam diante do gaom apenas na época da kallá. Nathan designa os estudantes permanentes da academia pelo termo talmúdico bene be-rab (filhos da escola), em contraposição aos outros estudantes que se reuniram na kallá. Essas duas classes de estudantes somavam cerca de 400 na época em que Nathan escreveu sua conta (décimo século). Quando um resh kallá ou qualquer outro membro do colégio morreu e deixou um filho digno de ocupar o lugar do pai, o filho herdou-o. Os estudantes que vieram para a academia durante os meses de kallá receberam apoio de um fundo que foi mantido por presentes enviados à academia durante o ano, e que era responsável por um homem digno de confiança. Os membros sentados nas primeiras filas parecem ter recebido um salário.
Uma descrição da organização das academias gueônicas que diferem em detalhes importantes do relato de Nathan é encontrada em um interessante fragmento de genizah editado por Schechter. Este fragmento, no entanto, muito provavelmente se refere à academia palestina do século XI.
Dois tribunais estavam ligados a cada uma das duas academias babilônicas. O tribunal superior (bet din gadol) era presidido pelo gaom. Ele nomeou os juízes para os distritos dentro da jurisdição das respectivas academias, e foi autorizado a anular os veredictos dos vários juízes e para render novos. O outro tribunal pertencente à academia estava sob a direção do ab bet din, que julgava casos menores.

## Funções Judiciais
os gaons ocasionalmente transcenderam as leis do Talmude e emitiram novos decretos. Na época dos gaoms Mar R. Una em Sura e Mar R. Raba em Pumbedita (apróx. 670), por exemplo, as medidas tomadas em relação a uma esposa refratária eram diferentes daquelas prescritas no Talmude. Por volta de 785, os gaons decretaram que as dívidas e a ketubá podiam ser cobradas sobre os bens móveis dos órfãos. Decretos deste tipo foram emitidos em conjunto por ambas as academias; e eles também fizeram causa comum na controvérsia com Ben Meir sobre um calendário judaico uniforme.
O gaom era geralmente eleito pela academia, embora ocasionalmente fosse nomeado pelo exilarca; os gaons Mar R. Samuel e R. Ieudai de Sura e R. Natroi Caana de Pumbedita, por exemplo, foram nomeados pelo exilado Solomon b. Hisdai (oitavo século). O exilado Davi b. Judá nomeou R. Isaac b. Ananiá gaom de Pumbedita em 833. Mas quando o exilarca Davi b. Zacai nomeou R. Coém Zedeque gaom de Pumbedita, a academia em si elegeu Rabe Mebasser. O cisma resultante foi finalmente ajustada pacificamente, os gaons oficiando juntos até a morte de Mebasser (926), após o que Coém Zedeque permaneceu como o único gaom de Pumbedita. Davi b. Zacai também nomeou um contra-gaom para Saadia em Sura, a quem ele mesmo havia chamado para aquele cargo, sendo este um incidente bem conhecido na história da controvérsia entre Saadia e Davi b. Zacai. Xerira cita ainda outros exemplos para mostrar que dois gaons oficiaram ao mesmo tempo em Pumbedita. Por exemplo, durante a controvérsia entre Daniel e o exilado Davi b. Judá o ab bet din José b. Hia foi nomeado gaom de Pumbedita ao lado do gaom Abraão b. Xerira; José, no entanto, reconheceu a superioridade de Abraão. Certa vez, quando ambos estavam presentes em Bagdá, na sinagoga de Bar Nasla, por ocasião da kallá, na qual eram prestadas homenagens ao gaom, o líder em oração gritou: Ouça a opinião dos chefes da Academia de Pumbedita. A congregação começou então a chorar por causa do cisma indicado pela pluralidade de cabeças, e Mar José, profundamente comovido, levantou-se e disse: Com isso, renuncio voluntariamente ao ofício de gaom e retomo o de ab bet din. gaom Abraão então o abençoou e disse: Que Deus lhe conceda a participação de Sua bem-aventurança no mundo vindouro. Quando Abraão morreu, José se tornou seu sucessor (828). José o filho de Hia filho Menaém, que se tornou gaom em 859, também tinha um contra-gaom na pessoa de R. Matias, que sucedeu ao escritório na morte de Menaém um ano e meio depois.

## Relações com o Exilarca (líder do Exílio Bavli)
O gaom era inteiramente independente do exilarca, embora os gaons de ambas as academias, junto com seus membros proeminentes, fossem todos os anos prestar homenagem ao exilarca. A assembleia na qual esta homenagem ocorreu foi chamada de grande kallá. Na controvérsia entre as academias e Ben Meïr, o exilante ficou do lado dos dois gaons. A assinatura e o selo do exilado, juntamente com as assinaturas de ambos os gaons, foram afixados em certos decretos especialmente importantes. Os gaons tinham o poder de examinar documentos e decisões originadas na corte do exílio.
O gaom de Sura ficou acima do gaom de Pumbedita, e uma espécie de etiqueta da corte foi desenvolvida na qual esse fato encontrou expressão. O gaom de Sura sentou-se à direita do exilarca, enquanto o gaom de Pumbedita sentou-se à esquerda. Quando ambos estavam presentes em um banquete, o primeiro pronunciou a bênção antes e depois da refeição. O gaom de Sura sempre teve precedência, mesmo que ele fosse muito mais jovem do que seu colega, e, ao escrever uma carta para ele, não se referia a ele como gaom, mas se referia apenas aos Estudante de Pumbedita; o gaom de Pumbedita, por outro lado, dirigiu suas cartas para o gaom e os Eruditos de Sura. Durante a solene instalação do exilarca, o gaom da Sura leu o Targum para as seções do Pentateuco que haviam sido lidos pelo exilarca. Com a morte do exilarca, o gaom de Sura tinha a exclusiva reivindicação de sua renda oficial até a eleição de um novo exilarca.

## Gaons de Sura
O gaom de Sura evidentemente devia seu posto superior à antiga reputação da academia sobre a qual ele presidia; pois Sura tinha sido a principal academia dos judeus da Babilônia durante o período dos Amoraim, primeiro sob seu fundador Rab e seu pupilo Una (terceiro século), e depois sob Axi (d. 427). No período gueônico também os eruditos mais proeminentes ensinaram em Sura; isto é indicado pelo fato de que a maioria das responsas gueônicas que foram preservadas se originaram em Sura. A ordem litúrgica de orações e regras foi formulada pelos gaons de Sura, como Coém Quedeque, Sar Xalom, Natronai e Anrã. da R. Ieudai gaom Halakot Pesuḳot e o Halakot Gedolot de Simeão Caiara (que no entanto, não foi gaom) foram escritos em Sura. O Midrax Esfa, que foi editado pelo gaom Haninai (769-777), também pode ser considerado como uma evidência do início da obra literária da academia.
Mas foi a atividade da Saadia que emprestou a esta academia um brilho incomum e uma importância que marcou época para a ciência judaica e sua literatura. Então, depois de um longo período de decadência, outro digno ocupante do cargo surgiu na pessoa de Ximuel b. Hofni, o último gaom de Sura. Entre os primeiros gaons de Pumbedita apenas Zema (872-890) alcançou uma reputação literária, como autor de um dicionário talmúdico intitulado Aruk; mas AHa (AHai), o autor de She'iltot (meados do oitavo século), também parece ter pertencido à Academia de Pumbedita. Esta academia, no entanto, como se estivesse ansiosa para compensar o atraso das eras, forneceu nas pessoas de suas duas últimas cabeças, os gaons Xerira e Ai (pai e filho), estudiosos de primeira linha, que exibiram grande atividade literária e inaugurou uma época final significativa para a guaonate, que chegou ao fim na morte de Ai.

## Significância
A importância dos gaons na história judaica deve-se, em primeiro lugar, ao fato de que por vários séculos eles ocuparam uma posição única como chefes de suas respectivas escolas e como autoridades reconhecidas do judaísmo. Sua influência provavelmente se estendeu principalmente aos países maometanos, especialmente ao norte da África e à Espanha; mas no decorrer do tempo os judeus cristãos. A Europa também ficou sob a influência das escolas babilônicas. Foi por essa razão que o Talmude Babilônico passou a ser reconhecido como a base para decisões religiosas-legais por todo o povo judeu e como o principal objeto de estudo. Mesmo as facilidades oferecidas para tal estudo à diáspora foram devidas aos gaons, já que a exposição gueônica do Talmude, tanto em relação ao texto quanto aos conteúdos, era direta ou indiretamente a principal ajuda na compreensão do Talmude. A importância do período dos gaons para a história do judaísmo é ainda mais reforçada pelo fato de que a nova ciência judaica, que se desenvolveu gradualmente lado a lado com os estudos talmúdicos, foi criada por um gaom, e que o mesmo gaom, Saadia, efetivamente opuseram-se às influências desintegradoras do caraísmo. A atividade dos gaons pode ser vista mais claramente em sua responsa, na qual eles aparecem como os professores de toda a Diáspora, cobrindo em suas decisões religiosas-legais um vasto campo de instrução.
No decorrer do século X, no entanto, mesmo antes das escolas babilônicas cessarem com a morte do último gaom, surgiram outros centros no Ocidente, dos quais saíram os ensinamentos e decisões que substituíram as dos gaons. Os dons fixos que os judeus da Espanha, o Mograb, o norte da África, o Egito e a Palestina haviam contribuído para o apoio das escolas babilônicas foram interrompidos muito antes, como Abraão ibn Daud relata; e a decadência dessas escolas foi apressada tanto quanto pelos conflitos internos aos quais foram submetidos. Pode-se dizer que a importância histórica dos gaons e de suas escolas cessou antes mesmo que as próprias instituições fossem dissolvidas com a morte de gaom Ai. É simbólico do triste fim da carreira que, após a morte de Ai (1038), o exilarca Ezequias foi a única pessoa considerada digna de assumir a direção da única Academia remanescente de Pumbedita; e com sua deposição e prisão forçada como resultado de acusações caluniosas feitas contra ele dois anos depois, o cargo de exilarca também cessou.

## Na Palestina
No século seguinte à morte de Ai, o último gaom babilônico, havia uma academia na Palestina, cuja cabeça assumia os mesmos títulos que os gaons babilônicos: gaom e rosh yeshibat geon Ya'aḳob. A yeshivá na Palestina já existia durante a vida de Ai, pois em 1031 Josias o Haber foi ordenado na santa yeshivá da Palestina. Um pós-escrito para uma pequena crônica datada do ano 1046 diz que Salomão b. Judá era então o chefe da Academia de Jerusalém. Três gerações dos descendentes deste Salomão b. Judá eram chefes da academia palestina e tinham o título de gaom. Um trabalho de um desses gaons da Palestina, o Megillat Abiathar, Foi recentemente descoberto por Schechter na genizá do Cairo, e dá um relato muito claro deste episódio interessante na história dos judeus da Palestina. Aprende-se com relação à organização da Academia da Palestina que, como na Babilônia, o ab bet din, o presidente da corte, se classificou ao lado do gaom, e que outro membro do colégio, chamado de o terceiro ( a-xelixi), ocupou o terceiro mais alto cargo.
Em outro documento da genizá, que Schechter publicou sob o título A Coleção Mais Antiga de Dificuldades da Bíblia, O ab bet din é descrito como sentado à direita do gaom, e o terceiro à esquerda. Uma carta no Mittheilungen aus der Sammlung der Papyrus Erzherzog Rainer é endereçada a Salomão b. Judá, o primeiro gaom da Palestina. Esta carta mostra claramente a mesma conexão estreita entre os judeus do Egito e os da Palestina, como é indicado no Megillat Abiathar. Salomão b. Judá foi sucedido em sua morte por seu filho José gaom, seu outro filho, Elias, tornando-se ab bet din. Quando José morreu em 1054, Davi b. Azarias, um herdeiro da casa de exilados que tinha ido da Babilônia para a Palestina, e que anteriormente havia feito muito dano aos irmãos, foi eleito gaom, com a exclusão de Elias, que permaneceu ab bet din. Davi b. Azarias morreu em 1062 depois de uma longa e séria doença, que ele próprio reconheceu ser uma punição pelo maltrato dos seus predecessores.
Elias tornou-se agora gaom, preenchendo o escritório até 1084. Em 1071, quando Jerusalém foi tomada pelo exército do príncipe seljúcida Maleque Xá, o gaomato foi removido de Jerusalém, aparentemente para Tiro. Em 1082, gaom Elias convocou uma grande convocação em Tiro e, nessa ocasião, designou seu filho Abiatar como seu sucessor no gaomato, e seu outro filho, Salomão, como ab bet din. Elias morreu dois anos depois, e foi sepultado na Galileia, perto dos antigos túmulos tanaítas, uma grande multidão de pessoas presentes no enterro. Pouco depois Abiatar entrou em seu escritório Davi b. Daniel, um descendente dos exilarcas babilônicos, foi proclamado exilarca no Egito; e ele conseguiu ter sua autoridade reconhecida também pelas comunidades ao longo das costas palestina e fenícia, somente Tiro mantendo sua independência por um tempo. Mas quando esta cidade novamente ficou sob domínio egípcio em 1089, o exilarca egípcio também sujeitou sua comunidade, forçando Abiatar a deixar a academia. A academia em si, no entanto, resistiu ao exilarca, declarando suas pretensões inválidas, e apontando sua impiedade e tirania enquanto estava no cargo. Os cultos de jejum foram realizados (1093), e a influência do exilarca egípcio logo terminou. O naguide Meboraque, a quem Davi b. Daniel devia sua elevação, convocou uma grande assembleia, que depôs a Davi b. Daniel e restabeleceu Abiatar como gaom. Abiatar escreveu sua Meguilá em comemoração a este evento. Alguns anos mais tarde, na época da Primeira Cruzada, ele enviou uma carta à comunidade de Constantinopla. É datada de Tripolis, na Fenícia, para o qual a academia pode ter sido movida. Abiatar foi sucedido por seu irmão Salomão. Uma carta anônima, infelizmente sem data, discute as controvérsias e dificuldades com as quais a academia teve de lidar. A geração futura de Salomão b. Judá morou no Egito.
Em 1031, MaẓliaH, filho de Salomão b. Elias, endereçando para o portão da Academia de Fostat uma carta para um certo Abraão, no qual ele dá toda a sua genealogia, acrescentando o título completo de gaom, rosh yeshibat geon Ya'aḳob, aos nomes de seu pai, avô e bisavô. A Academia da Palestina provavelmente deixou de existir antes que a Palestina fosse conquistada pelos cristãos, e seu líder, o gaom MaẓliaH, foi para Fostat, onde havia uma academia que se separou da autoridade da academia palestina na época do governo do exilarca egípcio Davi b. Daniel. Não se sabe qual escritório MaẓliaH ocupou em Fostate, embora ele retivesse seu título de gaom. Uma filha de MaẓliaH apresentou à academia um livro de Samuel Ben Hofni que ela herdara de seu avô, o gaom Salomão b. Elias.
Em 1112, o Mushtamil, o trabalho filológico do estudioso caraíta Abu al-Faraj Harun, foi copiado para Elias, um filho do gaom Abiatar, neto de um gaom e bisneto de um gaom. Em 1111, o mesmo Elias comprou o comentário de Fostat R. Hananel a Josué, que posteriormente caiu nas mãos de seu primo, o gaom MaẓliaH. Pode-se notar aqui que a família gueônica da Palestina era de origem Aaronita e que Abiatar reivindicou Ezra como seu ancestral. A tradição do gaomato palestino parece ter sobrevivido em Damasco, pois Benjamin de Tudela (c. 1170) diz que os mestres de Damasco eram considerados como chefes escolásticos de Israel (rashe yeshibot shel ereẓ Yisrael).